# 佐伯桃子
佐伯 桃子（さえき ももこ、1978年2月27日 - ）は、東京都出身のアナウンサー。ホリプロ所属。高校時代から芸能活動。

## 略歴
- 東京生まれ。身長154cm。高校時代[注釈 2]からホリプロミュージカルでダンサーとして出演していた。
- 早稲田大学在学中はシャープのCMソングを歌っていた。在学中から東京ケーブルネットワークのリポーターやラジオ日本等のラジオパーソナリティを務めた。
- 卒業後、契約キャスター・リポーター等として、NHK前橋放送局（2001年3月～2004年）→NHK水戸放送局（2004年4月～2007年）→ NHK首都圏放送センター（2007年4月～2015年）の放送に出演した。現在、ホリプロ所属。
- 長女がいる。

### 過去
NHK総合
- こんにちはいっと6けん
- 首都圏ネットワーク - リポート・中継
- NHKニュースおはよう日本
- お元気ですか 日本列島
- こんにちはいばらきわいわいスタジオ（水戸局）
- いばらきわいわいスタジオ（水戸局）
- ゆうどきネットワーク・ゆうどき リポーター（2007年度-2014年度）

「にゃんかめがいく!」中継・リポート。発酵食やスタジオで料理など食に関するコーナーも担当。
「さかなクンのぎょぎょ魚発見！東京湾スペシャル」「首都圏スペシャル　発酵漫遊記　お宝発酵食を発掘せよ！」等ナレーションも担当。
番組の制作にも携わり、職場で賞も受賞した。
2009年、番組のコーナー「にっぽん幸せ探しの旅」の特集放送。
NHK教育テレビジョン・Eテレ
- 100分de名著 - 声の出演

「アインシュタイン・相対性理論」（2012年11月）
「サン・テグジュペリ・星の王子さま」（2012年12月）
NHK-FM放送
- ゆうやけほっと群馬（前橋局）
- FM水戸アップデート（水戸局）
- FMまるとく茨城（水戸局）

RFラジオ日本
- 金子仁洋の辛口講談ニュース塾

東京ケーブルネットワーク
- すてきなひとときリポーター